# Inertia Creeps
Inertia Creeps – czwarty i ostatni singiel brytyjskiej grupy Massive Attack z ich trzeciej płyty Mezzanine. Utwór zdradza wpływy muzyki orientalnej, której Robert del Naja słuchał będąc w Azji. Zawiera sample z ROckWrok nowofalowego zespołu Ultravox. Wideoklip do piosenki zawiera psychodeliczne sceny, w których lider grupy ogląda swoją partnerkę w intymnej sytuacji z Andrew Vowles'em (pseudonim „Mushroom”).

## Lista utworów
1. Inertia Creeps - 5:56
2. Inertia Creeps (Radio edit) - 4:09
3. Inertia Creeps (Manic Street Preachers version) - 5:02
4. Inertia Creeps (State of Bengal remix) - 6:23
5. Inertia Creeps (Alpha mix) - 5:54
6. Back She Comes - 6:07
7. Reflection (Robert del Naja, Neil Davidge) – 4:52